# His Robe of Honor
His Robe of Honor is een Amerikaanse dramafilm uit 1918 onder regie van Rex Ingram.

## Verhaal
Julian Randolph is een immorele advocaat die gespecialiseerd is in het omkopen van juryleden. De corrupte politicus Nordhoff biedt hem het ambt aan van rechter op voorwaarde dat hij zijn broer Clifford vrij kan pleiten van een moord. Randolph is inmiddels echter verliefd geworden op een eerzaam meisje en wil het pad der deugd bewandelen.

## Rolverdeling
| Acteur            | Personage         |
| ----------------- | ----------------- |
| Henry B. Walthall | Julian Randolph   |
| Mary Charleson    | Roxana Frisbee    |
| Lois Wilson       | Laura Nelson      |
| Noah Beery        | Nordhoff          |
| Joseph J. Dowling | Bruce Nelson      |
| Roy Laidlaw       | Robert Partland   |
| Fred Montague     | Million Mulligan  |
| Eugene Pallette   | Clifford Nordhoff |
| Guy Newhard       | Carrots           |